# Der Heinrich aus der Hölle
Der Heinrich aus der Hölle ist die vierte Kammeroper des österreichischen Komponisten Gernot Schedlberger aus dem Jahr 2009. Es stellt die erste Zusammenarbeit Schedlbergers mit Kristine Tornquist (Libretto) und dem sirene Operntheater Wien dar. Die Geschichte des Heinrich aus der Hölle ist dem Roman Nachts unter der steinernen Brücke von Leo Perutz entnommen. Es ist darin die fünfte von insgesamt vierzehn Erzählungen und trägt auch im Roman den Titel Der Heinrich aus der Hölle.

## Handlung
Kaiser Rudolf II. erwacht aus einem Albtraum. Er lässt die Hofleute Hanniwald, Sternberg und Bubna rufen, hält den jungen Mundschenk Bubna aber beharrlich für einen verstorbenen Feldherrn und fürchtet sich vor ihm. Erst nachdem Bubna auf Befehl des Kaisers das Paternoster betet, beruhigt er sich. Der Kaiser erzählt seinen Traum, in dem er vom Teufel versucht wurde. In Gestalt dreier Tiere prophezeite der Teufel ihm, dass ihm der geheime Schatz entgehen und schreckliche Strafen über das Land kommen würden. Die Vertrauten beraten den Kaiser, wie er dem Abgesandten des Teufels antworten soll. Die Formulierung Hanniwalds gefällt dem Kaiser, er beruhigt sich, erkennt auch Bubna wieder und geht schließlich zu Bett.
Am nächsten Tag trifft der marokkanische Gesandte mit reich ausgestatteter Gefolgschaft in Prag ein und wird am Hof empfangen. Doch der Kaiser reagiert seltsam. Er hält den marokkanischen Gesandten für den Heinrich Twaroch, einen ehemaligen Futterknecht in den kaiserlichen Stallungen, der ihm drei Münzen gestohlen hat und dann verschwunden ist. Rudolf II. beschuldigt den Gesandten, der Heinrich aus der Hölle zu sein. Die Hofleute sind peinlich berührt. Der Kaiser lässt sich aber nicht beirren, er sieht im Gesandten den Boten des Teufels, der nun seine Antwort erwarte. So wiederholt er die Worte des Hanniwald: „Ich weiche keines Fingers breit von dem Herrn Jesu.“ Die Audienz ist beendet.
Abends begibt sich der Gesandte als Handwerker verkleidet zu einer kleinen Hütte am Stadtrand von Prag. Der alten Frau darin, seiner Mutter, erzählt er, dass der Kaiser ihn empfangen habe und ihn als einziger am Hof erkannt habe, – ihn, den einstigen Stallburschen Heinrich Twaroch, den aus Prag geflüchteten, zum Islam übergetretenen und in der Ferne unerkannt zu diplomatischen Ehren gekommenen Sohn eines Prager Gärtners.

## Gestaltung

### Szenenfolge
1. Pantomime: Rudolfs Albtraum
2. Nacht am Hradschin, der Prager Burg
3. Orchesterzwischenspiel
4. Der Morgen im Schlafzimmer des Kaisers
5. Orchesterzwischenspiel (Einzug des marokkanischen Gesandten und Gefolge)
6. Die Audienz des marokkanischen Gesandten
7. Orchesterzwischenspiel
8. In der Herberge am Stadtrand von Prag

### Besetzung
- Piccoloflöte / Flöte / Altflöte
- Es-Klarinette / Bassklarinette
- Horn in F
- Posaune
- Schlagwerk
- Klavier / Celesta / Cembalo / Orgelpositiv
- Violine / Viola
- Violoncello

## Werkgeschichte
Der Uraufführung fand am 10. Juli 2009 in der Ankerbrotfabrik Wien statt. Es gab eine Folgeaufführung am 11. Juli. Die beiden Aufführungen waren der achte Teil des über neun Wochen angelegten Opernuraufführungsprojektes Nachts des sirene Operntheaters, bei dem neun Erzählungen aus Perutz’ Roman Nachts unter der steinernen Brücke ausgewählt wurden, als Kammeropern ausgearbeitet wurden und wöchentlich eine davon zur Uraufführung (samt einer Folgeaufführung) gebracht wurde.
Die musikalische Leitung übernahm Gernot Schedlberger, Regie führte Kristine Tornquist.
Sänger und Sängerinnen
- Rupert Bergmann (Kaiser Rudolf II.)
- Petr Strnad (Philipp Lang / Dolmetscher)
- Armin Gramer (Bubna / Heinrich Twaroch)
- Ingrid Haselberger (Hanniwald)
- Ingrid Habermann (Sternberg)
- Apostol Milenkov (Mutter Twaroch / Traumstimme)

Leading Team
- Kristine Tornquist (Regie)
- Gernot Schedlberger (musikalische Leitung)
- Jakob Scheid (Bühne)
- Markus Kuscher (Kostüm)
- Edgar Aichinger (Licht)
- Rainer Vierlinger (Coregie)
- Sabine Maringer, Karlo Svetlicic (Bühnenmaschinisten)
- Jury Everhartz (Produktionsleitung)

Musikerinnen
- Birgit Böhm (Flöte)
- Gregor Narnhofer (Klarinette)
- Mathilde Hoursiangou (Tasteninstrumente)
- Shang-Wu Wu (Violine / Viola)
- Tomasz Skweres (Violoncello)
- Berndt Thurner (Schlagwerk)
- Balduin Wetter (Horn)
- Stefan Thurner (Posaune)

Den Ehrenschutz der Uraufführung übernahm die damalige Ministerin für Unterricht, Kunst und Kultur der Republik Österreich Claudia Schmied.